# Björkö-Arholma församling
Björkö-Arholma församling var en församling i Väddö pastorat i Upplands östra kontrakt i Uppsala stift. Församlingen ligger i Norrtälje kommun i Stockholms län. 1 januari 2014 uppgick församlingen i Väddö och Björkö-Arholma församling.

## Administrativ historik
Församlingen bildades 1914 genom utbrytning ur Vätö församling och var därefter till 1962 annexförsamling i pastoratet Vätö och Björkö-Arholma. Från 1962 till 2014 annexförsamling i pastoratet Väddö och Björkö-Arholma.
1 januari 2014 uppgick församlingen i Väddö och Björkö-Arholma församling.

## Kyrkor
- Arholma kyrka
- Björkö-Arholma kyrka